# Cura Malal
Cura Malal es una localidad perteneciente al partido de Coronel Suárez, en la provincia de Buenos Aires, Argentina.

## Población
Cuenta con 95 habitantes (Indec, 2010), lo que representa un descenso del 8,6% frente a los 104 habitantes (Indec, 2001) del censo anterior.
| Gráfica de evolución demográfica de Cura Malal entre 1991 y 2010 |
|                                                                  |
| Fuente: Censos nacionales del INDEC                              |

## Ubicación
Cura Malal está ubicado en la circunscripción V del partido de Coronel Suárez, en la zona oeste a 22 km de la ciudad cabecera, cerca del arroyo Cura Malal Grande y a 3 km de la ruta provincial 67.

## Toponimia
Cura Malal, entre otros nombres como Curumalal, Curamalal, Curamalán, es una palabra de lengua araucana que significa “Corral de Piedra”.

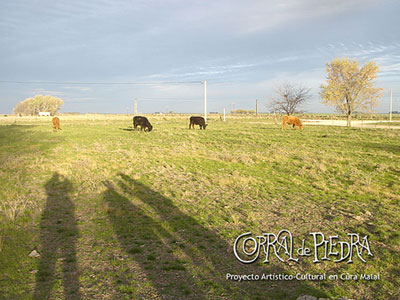
Paisaje de Cura Malal

## Descripción
El distrito de Coronel Suárez tiene varios pueblos de campaña que se han transformado en el tiempo, de acuerdo a sus circunstancias. Entre ellos uno de sus más emblemáticos de un pasado mejor es Cura Malal, que resiste el paso de los tiempos, que disfrutó de épocas florecientes cuando el campo era generador de plenas fuentes de trabajo y, a más de un siglo de existencia, vive otra realidad más dura.
Es una población que se fue originando en la época de la colonización, la instalación de grandes estancias como La Curamalan y La Cascada, el paso del ferrocarril que permitió desde 1883 el traslado de la producción agropecuaria y de las personas, hizo posible que el pueblo fuera creciendo, consolidándose en los aspectos propios de su situación rural, y así surgieron comercios, talleres, una escuela y una capilla.
La fecha de fundación de Cura Malal como pueblo es el 17 de septiembre de 1905 cuando se llevó a cabo una subasta de lotes, basada en el plano que fuera medido y trazado por el ingeniero Nicolás Valsoe. 48 manzanas repartidas en una superficie de 90 hectáreas. Las tierras fueron cedidas por Eduardo Casey; ya existían en ese entonces la estación de trenes del Ferrocarril del Sud, -inaugurada veinte años antes- y la Escuela N.º 6, que funciona de manera ininterrumpida desde el año 1889. Cuenta con una pequeña capilla, llamada del Perpetuo Socorro.

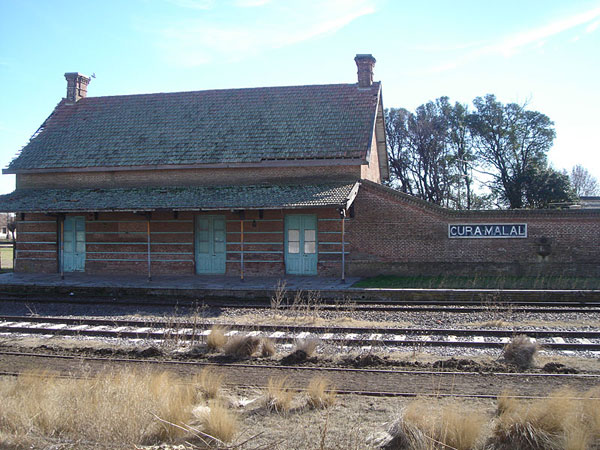
Estación del pueblo

El censo del año 2001 dio como resultado 104 habitantes; son apenas el 10% de ese millar de pobladores que vivían en la localidad en la mejor época que transitó en las primeras décadas del siglo XX. La tecnificación en las tareas rurales, la falta de trabajo, el progreso de las grandes ciudades de los alrededores, la subdivisión de las estancias, la desactivación ferroviaria y la construcción de rutas pavimentadas, fueron las principales causales de su declinación, debido al éxodo de sus pobladores. El grueso de la población estuvo ligada a las estancias "La Curamalan" y "La Cascada".

## Historia del pueblo
El último enfrentamiento armado que se produjo antes de la campaña al desierto de Roca fue el Combate de Cura-Malal Chico el 20 de abril de 1877, cuyo paraje está situado a tres leguas de Pigüé, sobre el arroyo Cura-Malal. Ese mismo año, con la muerte del ministro de Guerra Adolfo Alsina —partidario de zanjas y fortines—, el presidente Avellaneda llamó para cubrir el cargo al joven general Julio Argentino Roca. Al finalizar su histórica campaña al desierto, fueron entregados a jefes, oficiales y soldados —como forma de pago— los valiosos territorios ‘ganados’ que hasta entonces habían poseído los habitantes originarios de estas tierras.
De esta manera, en 1878, el territorio donde se encuentra ubicado Cura Malal, fue otorgado en concesión para su explotación, al coronel Ángel Plaza Montero; el convenio para dicha explotación dejaba constancia de que el concesionario debía: fundar un establecimiento ganadero para el perfeccionamiento y cruza en gran escala del ganado caballar que debía ser preparado para su exportación a Europa. Se fijaba además en 50 000 el número de yeguas que debería ser introducido al establecimiento, dentro de los tres primeros años a partir de su fundación; también debería introducir en el mismo plazo 100 padrillos de pura sangre, para fomentar la cría de caballos de silla, de tiro liviano y de tiro pesado. También debería facilitar todos los medios para radicar en el lugar 60 familias europeas, para dedicarse a las actividades agrícolo-ganaderas.
Poco tiempo después el coronel Plaza Montero se dio cuenta de que no podía cumplir lo pactado y cede sus derechos a don Eduardo Casey, quien a corto plazo, organizó con la participación de capitales británicos, y en sociedad con su hermano Santiago Casey, una empresa denominada La Curamalán. Los capitales extranjeros decidieron no participar, por lo cual don Eduardo Casey, constituyó una Sociedad Anónima, con la cual logró cumplir lo pactado y hasta fundó colonias agrícolas, que corresponden a las actuales poblaciones de Sauce Corto, hoy Coronel Suárez, Pigüé y La Torinesa, actual Arroyo Corto.
Pero la gran crisis de 1890 afectó a las actividades de Casey que al no poder cancelar los créditos tomados en Inglaterra, debió dejarles a los banqueros londinenses estas tierras, haciéndose cargo una compañía inglesa llamada “The Curamalán Land Company Limited” que sólo trabajó durante el año 1902, ya que se vende a una sociedad anónima “Estancias y Colonias Curamalán” cuyo presidente era don Ernesto Tornquist. De esta manera se recomenzó la venta de tierras paralizada en este período.

## Juan Calfucurá
Iniciador de los Piedra (curá significa piedra en araucano), se apoderó del cacicazgo luego de asesinar al cacique Rondeau (era costumbre entre los indios tomar el nombre de algún jefe o gobernante, de quien además solían considerarse ahijados o compadres) en 1835. Más tarde,
de acuerdo con su deseo de unir a la gran familia araucana, buscó la alianza con otros caciques que paulatinamente fueron reconociendo la suprema autoridad de Calfucurá.
Durante su reinado, que se prolongó a lo largo de 38 años, fue también aliado de Juan Manuel de Rosas como lo prueba la correspondencia del brigadier. En 1852 Calfucurá envió a sus indios para apoyar a Rosas contra Urquiza, y una vez derrotado aquel, el cacique reanudó sus malones. Al año siguiente formó una Confederación de Pueblos Indígenas y poco después procuró pactar con Urquiza, que en ese momento era enemigo de Buenos Aires. Manuel Namuncurá, hijo del cacique, fue bautizado
en Paraná y apadrinado por Urquiza.
Durante varios años Calfucurá dirigió sus malones contra Buenos Aires acrecentando su poder, que hacia 1864 podía considerarse enorme ya que la línea de frontera pasaba en esos momentos por Junín, Bragado, 25 de Mayo, Azul y Tandil. Más allá era tierra de indios y el jefe de todos era Calfucurá.
El 11 de marzo de 1872 Calfucurá enfrentó al coronel Rivas en San Carlos de Bolívar y fue derrotado. Se retiró entonces a Chilihué; el peso moral de esta derrota fue enorme para el ya anciano cacique. En el curso de ese año su salud desmejoró paulatinamente hasta morir el 3 de junio de 1873.

## Primera conscripción argentina
Por la ley 3318 se llamó a la primera conscripción general de ciudadanos el 23 de noviembre de 1895 y se puso en marcha el 12 de marzo de 1896. Se decretó la movilización de 24 000 ciudadanos que junto a 10 000 hombres del ejército de línea realizaron los movimientos para concentrarse en Cura Malal.
En Pigüé el 15 de abril de 1896, 8.000 soldados arribaron para luego dirigirse al valle del Cura Malal Grande, las maniobras se realizaron ante una hipotética guerra con Chile.
La llamada “Primera Conscripción de Cura Malal”, si bien se desarrolló en distintos campamentos del país, concentró el mayor número de ciudadanos en la localidad así denominada del partido de Suárez, provincia de Buenos Aires.
Un importante monumento conmemorativo recuerda este hecho a la entrada de esta ciudad (ingreso por ruta nacional 33) y además en el propio sitio del campamento original, un monolito recuerda la gesta. En las inmediaciones del cerro se encuentra un cementerio donde fueron enterrados varios de los soldados que fallecieron, por las inclemencias del duro invierno y algunas enfermedades de la época.
En el Museo Regional local se conservan gran cantidad de elementos y uniformes de este hecho histórico y los listados oficiales de soldados y oficiales y suboficiales que participaron de la Primera Conscripción. También mucho material escrito de crónicas y diarios de la época. Este ensayo, que tuvo alcance nacional, fue muy exitoso e inició un sistema de incorporaciones por clase a las fuerzas armadas que tuvo un siglo de vigencia, hasta ser abolido en la última década del siglo XX. El Mayor y Director de Banda Juan Ríspoli (Italia 1847-Argentina 1907), escribió la marcha Cura Malal, como homenaje a la primera conscripción argentina.